# سكوت دوبي
سكوت دوبي (10 أكتوبر 1978 في المملكة المتحدة - ) (بالإنجليزية: Scott Dobie)‏ هو لاعب كرة قدم بريطاني في مركز الهجوم. شارك مع منتخب اسكتلندا لكرة القدم. أما مع النوادي، فقد لعب مع برادفورد سيتي وسانت جونستون ونادي ميلوول ونادي يورك سيتي ونوتينغهام فورست ووست بروميتش ألبيون ونادي كارلايل يونايتد ونادي كلايدبانك ‏.

## وصلات خارجية
- سكوت دوبي على موقع قاعدة بيانات كرة القدم.إي يو (الإنجليزية)
- سكوت دوبي على موقع ناشيونال فوتبول تيمز (الإنجليزية)
- سكوت دوبي على موقع Soccerbase.com (لاعب) (الإنجليزية)
- سكوت دوبي على موقع عالم كرة القدم.نت (الإنجليزية)